# 山花温泉
山花温泉（やまはなおんせん）は、北海道釧路市が農村と都市の交流により農業及び農村の振興をするため1996年に設置した施設。正式名称は釧路市農村都市交流センター、通称は山花温泉リフレ。